# Rivula modesta
Rivula modesta là một loài bướm đêm trong họ Erebidae.